# 美濃市健康文化交流センター
美濃市健康文化交流センター（みのしけんこうぶんかこうりゅうセンター）は、岐阜県美濃市にある公共施設（複合施設）である。

## 概要
- 老朽化した老人福祉センター、児童センター、保健センター、勤労青少年ホーム[1]、グリーンプラザ小倉山の5つの施設を統合した施設であり、多世代交流の拠点として整備された。2020年（令和2年）11月2日に保健センターが先行して美濃市健康文化交流センター内に移転。全施設の開館は2021年（令和3年）4月1日である。
- 指定管理者制度を導入しており、技研サービスが管理運営する。
- 開館時から美濃市にある小売電気事業者の「みの市民エネルギー」がネーミングライツパートナー企業となっており、みのエネプラザの愛称であった[2][3]が、みの市民エネルギーの業績悪化により、2022年（令和4年）3月にみの市民エネルギーからの申し出によりネーミングライツの契約を解消している（みの市民エネルギーは2023年3月に特別清算している。）。

## 施設概要
1階
- 多目的ホール

座席数は285席。
- 交流ひろば
- 児童ルーム
- 健康スタジオ
- 小会議室（1・2）
- 会議室（1）
- シャワー室
- 保健センター事務室

2階
- 会議室（2・3）
- 多目的室
- キッチンスタジオ
- 保健センター
  - 歯科健診室
  - 保健指導室
  - 検診室
  - 健康相談室
  - 問診室
  - 身体計測室
  - 消毒室

## 利用案内
- 住所：岐阜県美濃市常盤町2423番地1
- 利用時間：9:00～21:00
- 休館日：年末年始（12月29日～1月3日）
- 料金：多目的ホール、小会議室、会議室、健康スタジオ、多目的室、キッチンスタジオは有料（事前予約必要）

## 交通アクセス

### 公共交通機関
- 長良川鉄道美濃市駅下車、徒歩15分。
- 岐阜バス「相生町（美濃市）」[4]より徒歩すぐ
  - JR東海道本線・高山本線岐阜駅（JR岐阜駅バスターミナル）、名鉄名古屋本線・各務原線名鉄岐阜駅（岐阜バスターミナル・名鉄岐阜のりば）より岐阜美濃線「中濃庁舎」行き
  - 長良川鉄道美濃市駅より牧谷線「ほらどキウイプラザ」行き
- のり愛くん「保健センター」停留所下車、徒歩すぐ。

### 自動車
- 東海北陸自動車道美濃ICから車で約15分。

## 周辺施設
- 旧今井家住宅・美濃史料館
- 教泉寺
- 美濃市文化会館
- 岐阜県立武義高等学校
- 美濃市立美濃中学校
- 美濃市立美濃小学校
- 十六銀行美濃支店
- 大垣共立銀行美濃支店
- 美濃市駅
- 梅山駅